# Seznam kulturních památek v Hanušovicích
Tento seznam nemovitých kulturních památek ve městě Hanušovice v okrese Šumperk vychází z  Ústředního seznamu kulturních památek ČR, který na základě zákona č. 20/1987 Sb., o státní památkové péči, vede Národní památkový ústav jako ústřední organizace státní památkové péče. Údaje jsou průběžně upřesňovány, přesto mohou obsahovat i řadu věcných a formálních chyb a nepřesností či být neaktuální. 
Pokud byly některé části dotčeného území vyčleněny do samostatných seznamů, měly by být odkazy na tyto dílčí seznamy uvedeny v úvodu tohoto seznamu nebo v úvodu příslušné sekce seznamu.

## Hanušovice
|  | Kategorie „Kaple Obětování P. Marie (Hanušovice) “ na Wikimedia Commons | Hledat fotografie a kategorie ve Wikimedia Commons podle rejstříkového čísla památky | Nahrát snímek k tomuto tématu do úložiště Wikimedia Commons |  |

|  |  | Hledat fotografie a kategorie ve Wikimedia Commons podle rejstříkového čísla památky | Nahrát snímek k tomuto tématu do úložiště Wikimedia Commons |  |

|  | Kategorie „Kostel svatého Mikuláše (Hanušovice) “ na Wikimedia Commons | Hledat fotografie a kategorie ve Wikimedia Commons podle rejstříkového čísla památky | Nahrát snímek k tomuto tématu do úložiště Wikimedia Commons |  |

|  | Kategorie „Rectory in Hanušovice “ na Wikimedia Commons | Hledat fotografie a kategorie ve Wikimedia Commons podle rejstříkového čísla památky | Nahrát snímek k tomuto tématu do úložiště Wikimedia Commons |  |

## Hynčice nad Moravou
| Památka                                  | Fotografie                                                                                       | Rejstříkové číslo v ÚSKP                                                             | Sídelní útvar                                               | Poloha                               | Popis a poznámky                                                         |
| ---------------------------------------- | ------------------------------------------------------------------------------------------------ | ------------------------------------------------------------------------------------ | ----------------------------------------------------------- | ------------------------------------ | ------------------------------------------------------------------------ |
| Kaple Navštívení Panny Marie (Q37302328) | \| \| \| \| \| \|                                                                                | 14723/8-883 Pam. katalog MIS                                                         | Hynčice nad Moravou                                         | 50°4′16,52″ s. š., 16°56′50,5″ v. d. | Kaple Navštívení P. Marie · Zapsáno do státního seznamu před rokem 1988. |
|                                          | Kategorie „Chapel of Visitation of Holy Virgin Mary (Hynčice nad Moravou) “ na Wikimedia Commons | Hledat fotografie a kategorie ve Wikimedia Commons podle rejstříkového čísla památky | Nahrát snímek k tomuto tématu do úložiště Wikimedia Commons |                                      |                                                                          |

## Vysoké Žibřidovice
|  | Kategorie „Boží muka (Vysoké Žibřidovice) “ na Wikimedia Commons | Hledat fotografie a kategorie ve Wikimedia Commons podle rejstříkového čísla památky | Nahrát snímek k tomuto tématu do úložiště Wikimedia Commons |  |

|  | Kategorie „Kostel svatého Linharta (Vysoké Žibřidovice) “ na Wikimedia Commons | Hledat fotografie a kategorie ve Wikimedia Commons podle rejstříkového čísla památky | Nahrát snímek k tomuto tématu do úložiště Wikimedia Commons |  |

|  | Kategorie „Socha Krista na hoře Olivetské (Vysoké Žibřidovice) “ na Wikimedia Commons | Hledat fotografie a kategorie ve Wikimedia Commons podle rejstříkového čísla památky | Nahrát snímek k tomuto tématu do úložiště Wikimedia Commons |  |

## Žleb
| Památka               | Fotografie                                                    | Rejstříkové číslo v ÚSKP                                                             | Sídelní útvar                                               | Poloha                                                                                     | Popis a poznámky                                         |
| --------------------- | ------------------------------------------------------------- | ------------------------------------------------------------------------------------ | ----------------------------------------------------------- | ------------------------------------------------------------------------------------------ | -------------------------------------------------------- |
| Boží muka (Q38233940) | \| \| \| \| \| \|                                             | 28723/8-2133 Pam. katalog MIS                                                        | Žleb                                                        | západně Vysoké po žluté turistické značce, cca 600 m 50°7′14,56″ s. š., 16°53′55,68″ v. d. | Boží muka · Zapsáno do státního seznamu před rokem 1988. |
|                       | Kategorie „Boží muka (Žleb Hanušovice) “ na Wikimedia Commons | Hledat fotografie a kategorie ve Wikimedia Commons podle rejstříkového čísla památky | Nahrát snímek k tomuto tématu do úložiště Wikimedia Commons |                                                                                            |                                                          |